# أريج سليم
أريج سليم، إعلامية ومذيعة لبنانية من مواليد بيروت 16 يوليو 1991. تعمل مذيعة في قناة بي إن سبورت العربية.

## عملها
بدأت منذ انطلاق القناة أواخر عام 2011، وكانت بدايتها الفعلية في تقديم برنامج صباح اليورو 2012 الذي بُثّ من بولندا بالتزامن مع بطولة اليورو. تقدّم حالياً النشرات الإخبارية وبرنامجى (نقطه المباراة) و (كل الرياضات) . وتتناوب مع زملائها في تقديم النشرات الاخباريه وتعتبر أصغر مذيعة في القناة. وظهرت في مونديال البرازيل 2014 من خلال تقديم برنامج هنا ريو مع الاعلامي عبد العزيز البكر تارة ومع الاعلامي جهاد يوسف تارة أخرى. أصبحت من الأعمدة الأساسية في طاقم beIN sports

## الدراسة وبداية العمل
تخرجت أريج من كلية الإعلام والتوثيق، قسم صحافة مرئية ومسموعة من الجامعة اللبنانية، ثم بدأت عملها في الإعلام المكتوب، بداية تحقيقات صغيرة، وثم انتقلت إلى إذاعة «صوت الشعب» وإذاعات غيرها لفترات متقطعة. توزّع عملها بين التحرير وإذاعة الأخبار وإعداد التقارير. ومن ثم عملت كمراسلة حرة لعدة قنوات في إعداد تقارير وتغطيات ميدانية، وخلال عملها في المجالات الثلاثة وخاصة في الإذاعة كانت تعد تقارير وأخبار رياضية ثم التحقت بشبكة الجزيرة الرياضية سابقا وو بي إن سبورت العربية حاليا